# Tennis Australia
Tennis Australia Limited è l'organismo di governo del tennis in Australia, che si occupa della promozione, dello sviluppo e della gestione delle competizioni di tennis nel paese. L'associazione organizza tornei di tennis nazionali e internazionali tra cui l'Australian Open, l'Australian Open Series, la Coppa Davis, la Billie Jean King Cup, l'ATP Cup e l'Australian Pro Tour. Inoltre, l'organismo si assume la responsabilità di promuovere il tennis a tutti i livelli, da quello amatoriale a quello d'élite. Oltre a ciò, gestisce tornei amatoriali e programmi di sviluppo giovanile.
La sede centrale di Tennis Australia si trova a Melbourne, in Australia. Gestisce progetti di tennis in tutta l'Australia, impiegando circa 716 dipendenti a tempo pieno. L'associazione genera entrate dalla vendita dei biglietti dei tornei, dai diritti televisivi e attraverso la sponsorizzazione delle aziende.
L'organizzazione fu fondata e costituita nel 1904. Nel 1904 operò come Lawn Tennis Association of Australasia. Tuttavia, nel 1906 il nome fu cambiato in Lawn Tennis Association of Australia. Infine, nel 1986, il nome fu cambiato in Tennis Australia (TA).

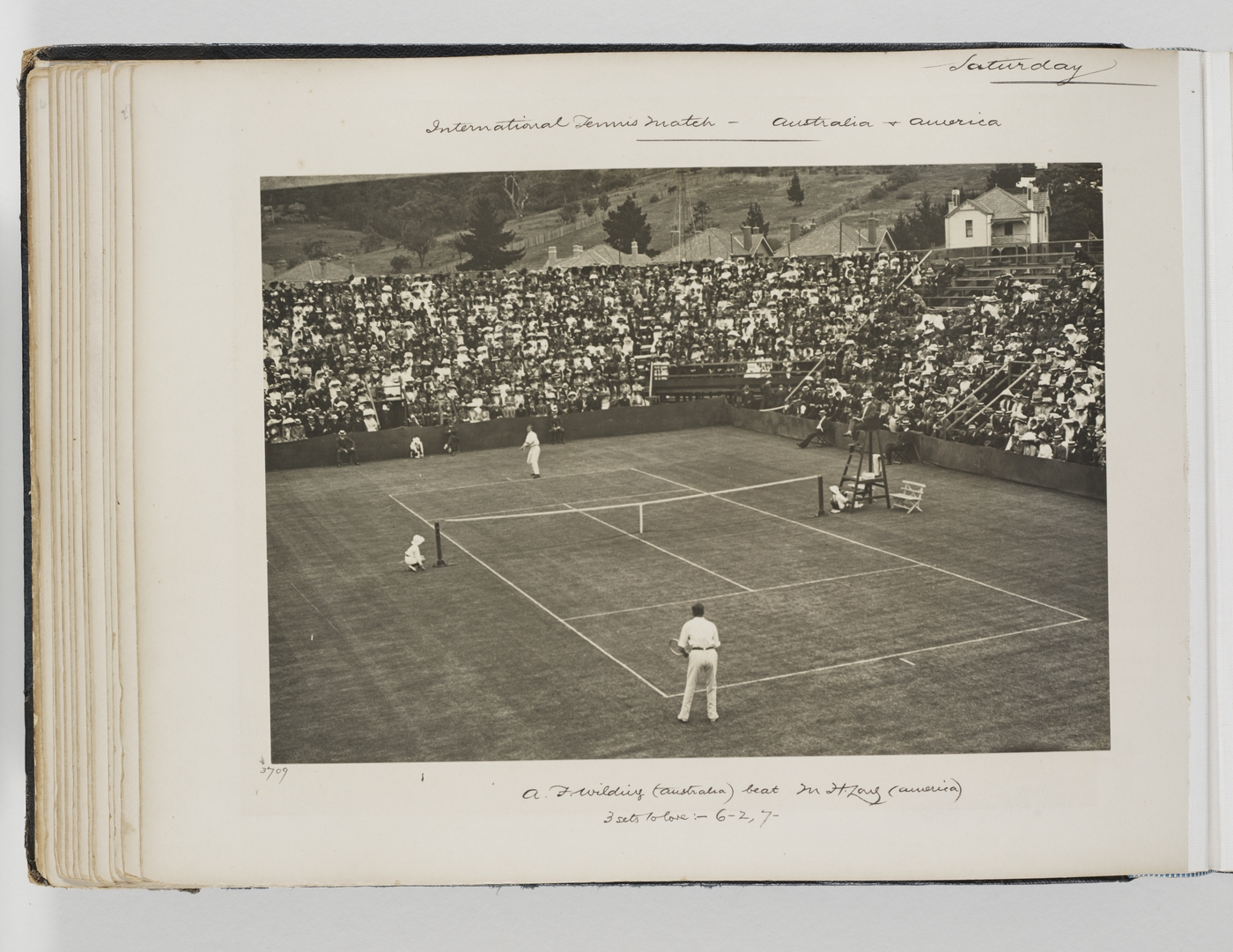
Coppa David del 1909 tenutasi a Sydney